# Тврдица
Тврдица (буг. Твърдица) град је у Републици Бугарској, у средишњем делу земље. Град је седиште истоимене општине Тврдица у оквиру Сливенске области.

## Географија
Град Тврдица се налази у средишњем делу Бугарске. Од престонице Софије град је удаљен 285 km, а од обласног средишта, Сливена град је удаљен 45 km западно.
Област Тврдице горе представља најсевернији део историјске покрајине Тракија. Град се сместио у јужном подножју планинског система Балкана, на надморској висини од 360 m.
Клима у граду је измењено континентална.

## Историја
Област Тврдице је првобитно била насељена Трачанима. После тога овим подручјем владају стари Рим, Византија, средњовековна Бугарска, а затим је пала је подручје пало под власт Османлија. 1885. године град је постао део савремене бугарске државе.

## Становништво
По проценама из 2010. године град Тврдица имао око 6.100 становника. Већина градског становништва су етнички Бугари. Остатак чине мањински Роми. Последњих 20ак година град губи становништво због удаљености од главних токова развоја у земљи.
Претежна вероисповест становништва је православна.

## Партнерски градови
- Будимпешта XXIII округ

## Галерија
- Здање општине
- Поглед на град Тврдицу
- Средиште Тврдице
- Црква св. Петке — улаз